# Liste des monuments historiques du Touquet-Paris-Plage

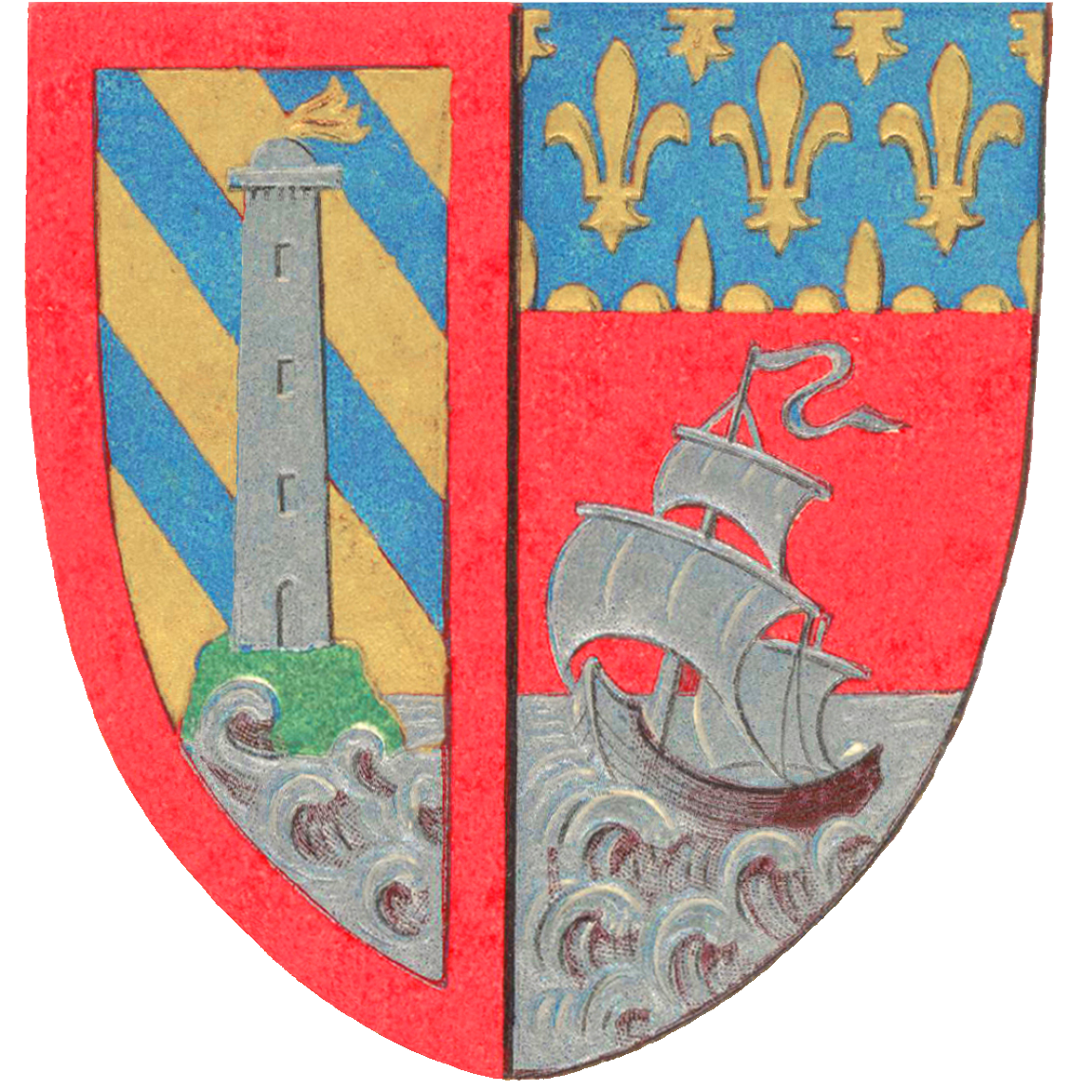
Blason du Touquet-Paris-Plage.

Ce tableau présente la liste de tous les monuments historiques classés ou inscrits dans la commune du Touquet-Paris-Plage, Pas-de-Calais, en France.

## Liste
| Monument                                        | Adresse                                                                                                | Coordonnées                      | Notice         | Protection     | Date      | Illustration                                    |
| ----------------------------------------------- | --- | -------------------------------- | -------------- | -------------- | --------- | ----------------------------------------------- |
| Hôtel des postes                                | Rue de Metz                                                                                            | 50° 31′ 20″ nord, 1° 35′ 02″ est | « PA62000012 » | Inscrit        | 1997      | Hôtel des postes                                |
| Hôtel de ville                                  | Boulevard Daloz                                                                                        | 50° 31′ 11″ nord, 1° 35′ 12″ est | « PA62000011 » | Classé         | 2014      | Hôtel de ville                                  |
| Marché couvert                                  | Rue de Metz rue Jean Monnet                                                                            | 50° 31′ 14″ nord, 1° 35′ 03″ est | « PA62000005 » | Inscrit        | 1996      | Marché couvert                                  |
| Phare du Touquet                                | Allée des Mésanges                                                                                     | 50° 31′ 25″ nord, 1° 35′ 32″ est | « PA62000122 » | Inscrit Classé | 2010 2011 | Phare du Touquet                                |
| Tribunes de l'hippodrome de la Canche           | avenue de la Dune aux Loups                                                                            | 50° 31′ 25″ nord, 1° 36′ 22″ est | « PA62000013 » | Inscrit        | 1997      | Tribunes de l'hippodrome de la Canche           |
| Villa Alexandre                                 | 1 rue de Paris                                                                                         | 50° 31′ 35″ nord, 1° 35′ 07″ est | « PA62000061 » | Inscrit        | 2005      | Villa Alexandre                                 |
| Villa Bic en coin                               | 8 rue Joseph Duboc (anciennement rue de la Lune) Avenue des Phares Avenue des Trois-Martyrs            | 50° 31′ 28″ nord, 1° 35′ 26″ est | « PA62000024 » | Inscrit        | 1997      | Villa Bic en coin                               |
| Villa Le Castel                                 | 50 rue Jean Monnet                                                                                     | 50° 31′ 12″ nord, 1° 35′ 07″ est | « PA62000015 » | Inscrit        | 1997      | Villa Le Castel                                 |
| Villa La Closerie                               | rue des Oyats                                                                                          | 50° 31′ 09″ nord, 1° 35′ 19″ est | « PA62000014 » | Inscrit        | 1997      | Villa La Closerie                               |
| Villa Glenwood                                  | Avenue de la Reine-Victoria                                                                            | 50° 31′ 08″ nord, 1° 35′ 13″ est | « PA62000019 » | Inscrit        | 1997      | Villa Glenwood                                  |
| Villa Karidja                                   | Avenue de la Reine-Victoria                                                                            | 50° 31′ 08″ nord, 1° 35′ 13″ est | « PA62000020 » | Inscrit        | 1997      | Villa Karidja                                   |
| Villa Les Mutins                                | Boulevard Daloz (78)                                                                                   | 50° 31′ 19″ nord, 1° 35′ 12″ est | « PA62000023 » | Inscrit        | 1997      | Villa Les Mutins                                |
| Villa Nirvana                                   | avenue du Château                                                                                      | 50° 30′ 56″ nord, 1° 36′ 14″ est | « PA62000029 » | Inscrit        | 1998      | Villa Nirvana                                   |
| Villa Pomme d'Api                               | 65 rue de Moscou                                                                                       | 50° 31′ 22″ nord, 1° 35′ 10″ est | « PA62000022 » | Inscrit        | 1997      | Villa Pomme d'Api                               |
| Villa Pretty Cottage                            | avenue du Paradis-Thérèse                                                                              | 50° 30′ 56″ nord, 1° 35′ 23″ est | « PA62000025 » | Inscrit        | 1997      | Villa Pretty Cottage                            |
| Villa Le Quart-d'Heure                          | 3 rue Saint-Amand                                                                                      | 50° 31′ 21″ nord, 1° 34′ 54″ est | « PA62000021 » | Inscrit        | 1997      | Villa Le Quart-d'Heure                          |
| Villa La Rafale                                 | 5 avenue Louis-Hubert 16 rue des Dunes                                                                 | 50° 31′ 37″ nord, 1° 35′ 08″ est | « PA62000017 » | Inscrit        | 1997      | Villa La Rafale                                 |
| Villa Saint-Augustin, Thalassa, Phébus et Borée | 2 rue de la Paix 103, 105, 105bis boulevard du Docteur Jules Pouget (anciennement boulevard de la Mer) | 50° 31′ 17″ nord, 1° 34′ 50″ est | « PA62000030 » | Inscrit        | 1998      | Villa Saint-Augustin, Thalassa, Phébus et Borée |
| Villa Sous les Pins                             | avenue du Château, 9010                                                                                | 50° 30′ 58″ nord, 1° 36′ 15″ est | « PA62000016 » | Inscrit        | 1997      | Villa Sous les Pins                             |
| Villa Tata Ice                                  | avenue de la Paix                                                                                      | 50° 31′ 15″ nord, 1° 35′ 17″ est | « PA62000018 » | Inscrit        | 1997      | Villa Tata Ice                                  |
| Villa Wallonne                                  | Boulevard Daloz (44) rue de Bruxelles (78)                                                             | 50° 31′ 24″ nord, 1° 35′ 17″ est | « PA62000028 » | Inscrit        | 1998      | Villa Wallonne                                  |

## Pour approfondir